# Артерия Першерона
Артерия Першерона — редкая анатомическая вариация в строении сосудистого русла головного мозга, при которой единственная артерия ответвляется от левой или правой (одной из двух) задней мозговой артерии и кровоснабжает оба таламуса (и левый, и правый), а также средний мозг.

## Клиническое значение этой вариации
В число физиологических функций таламуса и структур среднего мозга входят регуляция уровня сознания, процессов сна и бодрствования, уровня возбуждения коры больших полушарий головного мозга, общего уровня активности, концентрации внимания, циркадных ритмов. Окклюзия артерии Першерона, например, тромбом, может привести к заднемозговому инфаркту, вовлекающему обе половинки таламуса, а также структуры среднего мозга с обеих сторон. Это может привести к нарушениям регуляции процессов сна и бодрствования, таким, как глубокий сон или кома, из которого пациента пробудить не удаётся.

## История
Артерия Першерона была впервые описана в 1973 году французским врачом и учёным, исследователем Жераром Першероном, в честь которого она и названа.